# ولوسی (دژ)

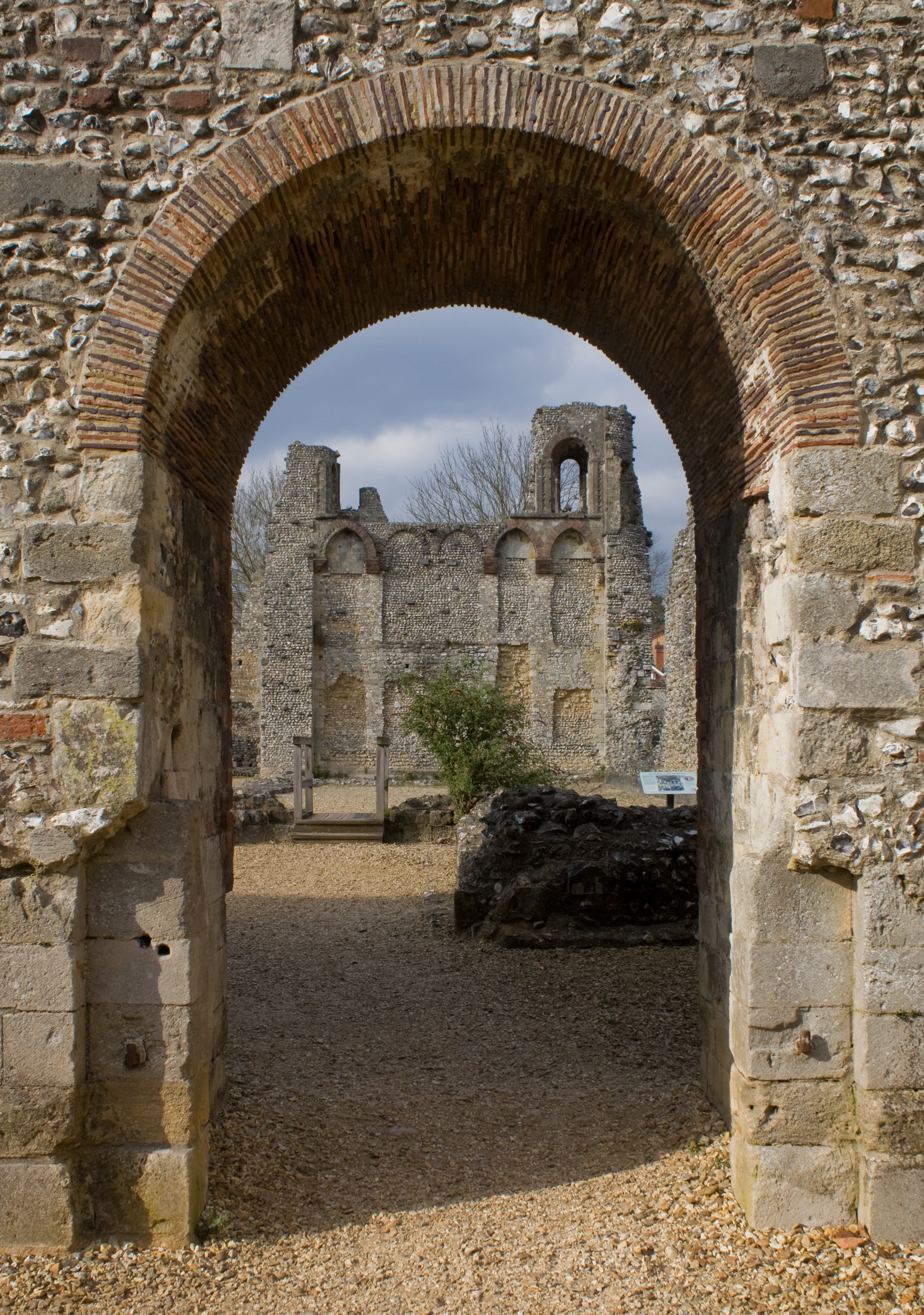
قلعه ولوسی

ولوسی (انگلیسی: Wolvesey Castle) قلعه‌ای ویران در انگلستان است.